# Carex lancangensis
Carex lancangensis är en halvgräsart som beskrevs av S.Yun Liang. Carex lancangensis ingår i släktet starrar, och familjen halvgräs. Inga underarter finns listade i Catalogue of Life.